# Japonsko slikarstvo
Japonsko slikarstvo (絵画, kaiga, tudi gadō 画道) je ena najstarejših in najbolj izpopolnjenih japonskih vizualnih umetnosti, ki zajema široko paleto žanrov in slogov. Tako kot v zgodovini japonske umetnosti nasploh, dolga zgodovina japonskega slikarstva kaže sintezo in tekmovanje med domačo japonsko estetiko in prilagajanjem uvoženih idej, predvsem iz kitajskega slikarstva, ki je bilo v številnih točkah še posebej vplivno. Pomemben zahodni vpliv prihaja šele od 19. stoletja naprej, z začetkom v istem času, ko je japonska umetnost vplivala na zahodno.
Področja predmetov, kjer je bil kitajski vpliv vedno znova pomemben, vključujejo budistično religiozno slikarstvo, krajinsko slikarstvo, slikanje s črnilom v slikarski tradiciji kitajskih literatov, kaligrafijo sinogramov ter slikanje živali in rastlin, zlasti ptic in rož. Vendar pa so se na vseh teh področjih razvile izrazito japonske tradicije. Predmet, ki na splošno velja za najbolj značilnega za japonsko slikarstvo in kasneje grafike, je upodabljanje prizorov iz vsakdanjega življenja in pripovednih prizorov, ki so pogosto natrpani s figurami in podrobnostmi. Ta tradicija se je brez dvoma začela v zgodnjem srednjem veku pod kitajskim vplivom, ki ga zdaj ni mogoče zaslediti, razen v najsplošnejših izrazih, vendar se je od obdobja najzgodnejših ohranjenih del razvila v specifično japonsko tradicijo, ki je trajala do modernega obdobja.
Uradni seznam japonskega nacionalnega bogastva (slike) vključuje 162 del ali sklopov del od 8. do 19. stoletja, ki predstavljajo vrhunce dosežkov ali zelo redke ostanke iz zgodnjih obdobij.

## Zgodovina

### Stara Japonska in obdobje Asuka (do 710)
Začetki slikarstva na Japonskem segajo daleč nazaj v japonsko prazgodovinsko obdobje. Enostavne figuralne upodobitve ter botanične, arhitekturne in geometrijske oblike najdemo na lončenini iz obdobja Džōmon in bronastih zvonovih dōtaku iz obdobja Jajoi (1000 pr. n. št. – 300 n. št.). Stenske slike z geometrijskimi in figuralnimi oblikami so bile najdene v številnih tumulih iz obdobja Kofun in Asuka (300–700 n. št.).
Skupaj z uvedbo kitajskega pisnega sistema (kandži), kitajskih načinov vladne uprave in budizma v obdobju Asuka je bilo na Japonsko iz Kitajske uvoženih veliko umetniških del in začele so se proizvajati lokalne kopije v podobnih slogih.

### Obdobje Nara (710–794)
Z nadaljnjo uveljavitvijo budizma na Japonskem v 6. in 7. stoletju je versko slikarstvo cvetelo in je bilo uporabljeno za okrasitev številnih templjev, ki jih je postavila aristokracija. Vendar pa je Japonska iz obdobja Nara bolj znana po pomembnih prispevkih v umetnosti kiparstva kot slikarstva.
Najzgodnejše ohranjene slike iz tega obdobja vključujejo freske na notranjih stenah kondō (金堂, dob. »zlata dvorana«) v templju Horju-dži v Ikarugi, prefektura Nara. Te stenske poslikave in naslikane podobe na pomembnem svetišču Tamamuši vključujejo pripovedi, kot so džataka, epizode iz življenja zgodovinskega Bude, Šakjamunija, poleg ikoničnih podob Bud, Bodhisatev in različnih manjših božanstev. Slog spominja na kitajsko slikarstvo iz dinastije Sui ali poznega obdobja Šestnajstih kraljestev. Vendar pa so do sredine obdobja Nara slike v slogu dinastije Tang postale zelo priljubljene. Sem sodijo tudi stenske poslikave v grobnici Takamacuzuka iz okoli leta 700 našega štetja. Ta slog se je razvil v žanr (Kara-e), ki je ostal priljubljen v zgodnjem obdobju Heian.
Ker je večina slik v obdobju Nara verske narave, je velika večina slik anonimnih umetnikov. Velika zbirka umetnosti iz obdobja Nara, tako japonske kot tudi iz kitajske dinastije Tang [2], je ohranjena v Šōsō-in, skladišču iz 8. stoletja, ki je bil prej v lasti Todai-džija in ga trenutno upravlja Agencija cesarskega gospodinjstva.

### Obdobje Heian (794–1185)
Z razvojem ezoteričnih budističnih sekt Šingon in Tendai so za slikarstvo 8. in 9. stoletja značilne verske podobe, predvsem naslikana Mandala (曼荼羅, mandara). Številne različice mandale, najbolj znani mandala Diamantno kraljestvo in Kraljestvo maternice v To-dži v Kjotu, so bile ustvarjene kot viseči zvitki in tudi kot poslikave na stenah templjev. Opazen zgodnji primer je petnadstropna pagoda Daigo-dži, tempelj južno od Kjota.
Šola Kose je bila družina dvornih umetnikov, ki jo je ustanovil Kanaoka Kose v drugi polovici 9. stoletja, v zgodnjem obdobju Heian. Ta šola ne predstavlja enega samega slikarskega sloga kot druge šole, temveč različne, ki so jih ustvarili Kanaoka Kose in njegovi potomci ter učenci. Ta šola je spremenila kitajske slike s kitajskimi temami v japonski slog in je imela pomembno vlogo pri oblikovanju slikarskega sloga jamato-e.
Z naraščajočim pomenom sekt čiste dežele japonskega budizma v 10. stoletju so se razvili novi tipi podob, da bi zadovoljili potrebe teh sekt. Med njimi je raigōzu (来迎図), ki prikazuje Amida Budo skupaj s spremljevalnima bodhisatvama Kanonom in Seišijem, ki prihajajo pozdravit duše vernikov, ki so odšli v Amidin Zahodni raj. Znan zgodnji primer iz leta 1053 je naslikan v notranjosti Feniksove dvorane Bjodo-in, templja v Udžiju v Kjotu. To velja tudi za zgodnji primer tako imenovanega jamato-e (大和絵, »slikarstvo v japonskem slogu«), v kolikor vključuje krajinske elemente, kot so mehki valoviti griči, za katere se zdi, da odsevajo nekaj dejanskega videza pokrajine zahodne Japonske.
Srednje obdobje Heian velja za zlato dobo jamato-e, ki so se sprva uporabljali predvsem za drsna vrata (fusuma) in zložljive zaslone (bjobu). Toda v ospredje so prišli tudi novi slikarski formati, zlasti proti koncu obdobja Heian, vključno z emakimono (絵巻物, dob. 'slika-zvitek', tudi emaki-mono ali emaki (絵巻) ali dolgimi ilustriranimi ročnimi zvitki. Različice emakimona zajemajo ilustrirane romane, kot je Gendži Monogatari, zgodovinska dela, kot je Ban Dainagon Ekotoba in verska dela. V nekaterih primerih so umetniki emaki uporabili konvencije slikovne pripovedi, ki so se v budistični umetnosti uporabljale že od antičnih časov, medtem ko so drugič oblikovali nove pripovedne načine, za katere se verjame, da vizualno prenašajo čustveno vsebino osnovne pripovedi. Gendži Monogatari je organiziran v ločene epizode, medtem ko bolj živahni Ban Dainagon Ekotoba uporablja neprekinjen način pripovedi, da bi poudaril gibanje pripovedi. Ta dva emakija se razlikujeta tudi slogovno, s hitrimi potezami čopiča in svetlimi barvami Ban Dainagona v močnem kontrastu z abstraktnimi oblikami in živahnimi mineralnimi pigmenti zvitkov Gendži. Obleganje palače Sandžō je še en znan primer te vrste slike.
E-maki služi tudi kot nekaj najzgodnejših in največjih primerov ona-e ("ženske slike") in otoko-e ("moške slike") in slogov slikanja. Med obema slogoma je veliko drobnih razlik. Čeprav se zdi, da izrazi nakazujejo estetske preference vsakega spola, so zgodovinarji japonske umetnosti dolgo razpravljali o dejanskem pomenu teh izrazov in ti ostajajo nejasni. Morda so najlažje opazne razlike v vsebini. Ona-e, poosebljen z zvitkom  Zgodbe o Gendžiju, običajno obravnava dvorno življenje in dvorno romanco, otoko-e pa pogosto obravnava zgodovinske ali napol legendarne dogodke, zlasti bitke.

### Obdobje Kamakura (1185–1333)
Ti žanri so se nadaljevali v obdobju Kamakura na Japonskem. Ta slog umetnosti je bil močno ponazorjen v sliki z naslovom Nočni napad na palačo Sandžo, saj je bila polna vibrirajočih barv, podrobnosti in odlične vizualizacije iz romana z naslovom Heidži Monogatari. Nadaljevala se je proizvodnja različnih e-makijev; vendar je bilo obdobje Kamakura veliko močneje označeno z umetnostjo kiparstva kot slikarstva. »'Obdobje Kamakura je trajalo od konca 12. do 14. stoletja. To je bil čas umetniških del, kot so slike, predvsem pa kipi, ki so prinašali realnejšo predstavo o takratnem življenju in njegovih vidikih. V vsakem od teh kipov je bilo v proizvodnjo vključenih veliko življenjskih lastnosti. Številne skulpture so vključevale nosove, oči, posamezne prste in druge podrobnosti, ki so bile nove za mesto kiparstva v umetnosti«.
Ker je večina slik v obdobjih Heian in Kamakura verske narave, je velika večina slik anonimnih umetnikov. Toda obstaja en umetnik, ki je znan po svoji popolnosti v tem novem umetniškem slogu obdobja Kamakura. Ime mu je bilo Unkei in sčasoma je obvladal to obliko kiparske umetnosti ter odprl svojo šolo, imenovano šola Kei. Ščasoma »je prišlo do oživitve še prejšnjih klasičnih slogov, uvoza novih s celine in v drugi polovici obdobja do razvoja edinstvenih vzhodnojaponskih slogov, ki se osredotočajo na dobo Kamakura«.

### Obdobje Muromači (1333–1573)
V 14. stoletju je imel razvoj velikih zenovskih samostanov v Kamakuri in Kjotu velik vpliv na vizualno umetnost. Suibokuga (poenostavljena kitajščina: 水墨画; tradicionalna kitajščina: 水墨畫; pinjin: shuǐmòhuà; japonščina: 水墨画, romanizirano: suiboku-ga ali japonsko: 墨絵, romanizirano: sumi-e; korejsko: 수묵화, romanizirano: sumukhwa), predstavlja strog enobarvni slog slikanja s črnilom, ki je bil uveden iz obdobja dinastije Ming, Song in  Yuan, zlasti Muqi (牧谿), je v veliki meri nadomestil polikromne slike v zvitkih, zgodnje umetnosti zen na Japonskem, povezane z normami budistične ikonografije iz stoletij prej, kot je Takuma Eiga (宅磨栄賀). Kljub novemu kitajskemu kulturnemu valu, ki ga je ustvarila kultura Higašijama, je nekaj večbarvnih portretov ostalo – primarno v obliki chinso slik zenovskih menihov.
Lovlenje soma z bučo (ki je v Taizō-in, Mjōšin-dži, Kjoto), duhovnika in slikarja Džosecuja, pomeni prelomnico v slikarstvu Muromači. V ospredju je upodobljen moški na bregu potoka, ki drži majhno bučo in gleda velikega spolzkega soma. Megla zapolnjuje sredino, v ozadju pa se zdi, da so gore daleč v daljavi. Na splošno se domneva, da se »novi slog« slike, narejen okoli leta 1413, nanaša na bolj kitajski občutek globokega prostora znotraj ravnine slike.
Do konca 14. stoletja so enobarvne krajinske slike (山水画 šān šuǐ ) dobile pokroviteljstvo vladajoče družine Ašikaga in so bile priljubljen žanr med zenovskimi slikarji, ki so se postopoma razvijale od kitajskih korenin do bolj japonskega sloga. Nadaljnji razvoj krajinskega slikarstva je bil zvitek pesmi, znan kot šigadžiku (japonsko: 詩画軸, "zvitki pesmi in slik").
Najpomembnejša umetnika obdobja Muromači sta duhovnika-slikarja Tenšo Šubun in Sesšū. Šūbun, menih v kjotskem templju Šōkoku-dži, je na sliki Branje v bambusovem gaju (1446) ustvaril realistično pokrajino z globokim umikom v vesolje. Sesšū je za razliko od večine umetnikov tega obdobja lahko odpotoval na Kitajsko in študiral kitajsko slikarstvo pri njegovem izvoru. Pokrajina štirih letnih časov (Sansui Čokan; ok. 1486) je eno Sesšujevih najbolj dovršenih del, ki prikazuje neprekinjeno pokrajino skozi štiri letne čase.
V poznem obdobju Muromačija se je slikanje s črnilom preselilo iz zenovskih samostanov v svet umetnosti na splošno, saj so umetniki iz šole Kanō in šole Ami (ja:阿弥派) sprejeli slog in teme, vendar so uvedli bolj plastičen in dekorativni učinek, ki se bo nadaljeval v sodobnem času.
Pomembni umetniki v obdobju Muromači na Japonskem so:
- Mokkei (c. 1250)
- Mokuan Reien (umrl 1345)
- Kaō Ninga (e.14. st.)
- Minčo (1352–1431)
- Josecu (1405–1423)
- Tenšō Šūbun (umrl 1460)
- Sesšū Tōjō (1420–1506)
- Kanō Masanobu (1434–1530)
- Kanō Motonobu (1476–1559)

### Obdobje Azuči–Momojama (1573–1615)
V ostrem nasprotju s prejšnjim obdobjem Muromači je obdobje Azuči–Momojama zaznamoval veličasten polikromni slog z obsežno uporabo zlate in srebrne folije, ki se  uporablja za slike, oblačila, arhitekturo itd.; in z deli v zelo velikem obsegu. V nasprotju z razkošnim slogom, ki so ga mnogi poznali, je vojaška elita podpirala rustikalno preprostost, zlasti v obliki čajne slovesnosti, kjer bi uporabljali preperele in nepopolne pripomočke v podobnem okolju. V tem obdobju se je začelo združevanje »sprtih« voditeljev pod centralno vlado. Pogosto se domneva, da je začetni datum tega obdobja leto 1568, ko je Nobunaga vstopil v Kjoto, ali 1573, ko je bil iz Kjota odstranjen zadnji šogun Ašikaga. Šola Kanō, ki so jo podpirali Oda Nobunaga, Tojotomi Hidejoši, [fTokugava Iejasu]] in njihovi privrženci, je izjemno pridobila na velikosti in ugledu. Kanō Eitoku je razvil formulo za ustvarjanje monumentalne krajine na drsnih vratih, ki zapirajo prostor. Ti ogromni zasloni in stenske poslikave so bili naročeni za okrasitev gradov in palač vojaškega plemstva. Predvsem je Nobunaga med letoma 1576 in 1579 dal zgraditi ogromen grad, ki se je izkazal za enega največjih umetniških izzivov za Kanoja Eitokuja. Tudi njegov naslednik Tojotomi Hidejoši je v tem obdobju zgradil več gradov. Ti gradovi so bili nekaj najpomembnejših umetniških del, ko je prišlo do eksperimentiranja v tem obdobju. Ti gradovi predstavljajo moč in samozavest voditeljev in bojevnikov v novi dobi. Ta status se je nadaljeval v naslednjem obdobju Edo, saj je bakufu Tokugava še naprej promoviral dela šole Kanō kot uradno odobreno umetnost za šōgune, daimjoje in cesarski dvor.
Vendar so umetniki in tokovi, ki niso pripadali šoli Kano, obstajali in se razvijali tudi v obdobju Azuči–Momojama, ki so kitajske teme prilagajali japonskim materialom in estetiki. Ena od pomembnih skupin je bila šola Tosa, ki se je razvila predvsem iz tradicije jamato-e in ki je bila znana predvsem po delih majhnega obsega in ilustracijah literarnih klasikov v obliki knjige ali e-maki.
Pomembni umetniki v obdobju Azuči-Momojama so:
- Kanō Eitoku (1543–1590)
- Hasegava Tōhaku (1539–1610)
- Kaihō Jūšō (1533–1615)

### Obdobje Edo (1603–1868)
Mnogi umetnostni zgodovinarji prikazujejo obdobje Edo kot nadaljevanje obdobja Azuči-Momojama. Vsekakor so bili v zgodnjem obdobju Edo številni prejšnji trendi v slikarstvu še naprej priljubljeni; pojavili pa so se tudi številni novi trendi.
Ena zelo pomembna šola, ki je nastala v zgodnjem obdobju Edo, je bila šola Rinpa, ki je uporabljala klasične teme, vendar jih je predstavila v drznem in razkošno dekorativnem formatu. Zlasti Sōtacu je razvil dekorativni slog s poustvarjanjem tem iz klasične literature z uporabo briljantno obarvanih figur in motivov iz naravnega sveta, postavljenih na ozadje z zlatimi lističi. Stoletje pozneje je Korin predelal Sōtacujev slog in ustvaril vizualno čudovita dela, ki so bila edinstvena njegova lastna.
Druga pomembna zvrst, ki se je začela v obdobju Azuči–Momojama, vendar je svoj polni razvoj dosegla v zgodnjem obdobju Edo, je bila umetnost Nanban (南蛮美術), umetnost 16.  in 17. stoletja pod vplivom stika z Nanbani (南蛮) ali 'južnimi barbari', trgovci in misijonarji, tako pri upodabljanju eksotičnih tujcev kot pri uporabi sloga eksotičnih tujcev v slikarstvu. Ta žanr je bil osredotočen na pristanišče Nagasaki, ki je bilo po začetku politike nacionalne osamitve šogunata Tokugava edino japonsko pristanišče, ki je ostalo odprto za zunanjo trgovino in je bilo tako kanal, po katerem so kitajski in evropski umetniški vplivi prihajali na Japonsko. Slike v tem žanru vključujejo slike šole Nagasaki in tudi šolo Marujama-Šidžo, ki združuje kitajske in zahodne vplive s tradicionalnimi japonskimi elementi.
- Slika iz obdobja Momojame (1573-1615), ki jo je ustvaril Hasegava Nobukata, prikazuje Evropejko, ki igra viola de mano.
- Slika Hasegava Nobukata Vernega moškega z otroki. Obdobje Edo, začetek 17. stoletja.
- Slika Hasegava Nobukata dveh Zahodnih bojevnikov. Obdobje Edo, začetek 17. stoletja.
- Zahodne tehnike senčenja, ki jih je Hasegava Nobukata uporabil za budistično temo, imenovano Daruma ali Bodhidarma. Obdobje Edo, začetek 17. stoletja.
- Nanbanska umetnost, zaslonsko slikarstvo, okrog 1600.

Tretji pomemben trend v obdobju Edo je bil vzpon žanra bundžinga (pismenega slikarstva), znanega tudi kot šola Nanga (južna slikarska šola). Ta žanr se je začel kot posnemanje del kitajskih učenjakov-amaterskih slikarjev iz dinastije Yuan, katerih dela in tehnike so prišle na Japonsko sredi 18. stoletja. Mojster Kuvajama Gjokušū je bil največji zagovornik ustvarjanja sloga bundžin. Teoretiziral je, da je treba polikromatične krajine obravnavati na isti ravni kot monokromatske slike kitajskih literatov. Poleg tega je nekatere japonske tradicionalistične umetnike, kot sta Tavaraja Sōtacu in Ogata Kōrin iz skupine Rinpa, uvrstil med glavne predstavnike nanga. Poznejši umetniki bundžinga so precej spremenili tehnike in vsebino tega žanra, da bi ustvarili mešanico japonskih in kitajskih slogov. Primeri tega sloga so Ike no Taiga, Uragami Gjokudō, Josa Buson, Tanomura Čikuden, Tani Bunčō in Jamamoto Baiicu.
Zaradi politik fiskalnega in socialnega varčevanja šogunata Tokugava so bili razkošni načini teh žanrov in slogov v veliki meri omejeni na višje sloje družbe in niso bili na voljo, če ne celo prepovedani nižjim slojem. Preprosto ljudstvo je razvilo ločeno zvrst umetnosti, fūzokuga (風俗画, žanrska umetnost), v kateri je bilo priljubljeno slikanje s prizori iz običajnega, vsakdanjega življenja, zlasti navadnega ljudstva, kabuki gledališče, prostitutke in krajine. Te slike so v 16. stoletju povzročile slike in lesoreze ukijo-e.
Pomembni umetniki v obdobju Edo so:
- Kanō Sanraku (1559–1663)
- Kanō Tan'jū (1602–1674)
- Tavaraja Sōtacu (died 1643)
- Tosa Micuoki (1617–1691)
- Ogata Kōrin (1658–1716)
- Gion Nankai (1677–1751)
- Sakaki Hjakusen (1697–1752)
- Janagisava Kien (1704–1758)
- Josa Buson (1716–1783)
- Itō Džakučū (1716–1800)
- Ike no Taiga (1723–1776)
- Suzuki Harunobu (c. 1725–1770)
- Soga Šōhaku (1730–1781)
- Marujama Ōkjo (1733–1795)
- Okada Beisandžin (1744–1820)
- Uragami Gjokudō (1745–1820)
- Macumura Gošun (1752–1811)
- Kacušika Hokusai (1760–1849)
- Tani Bunčō (1763–1840)
- Tanomura Čikuden (1777–1835)
- Okada Hankō (1782–1846)
- Jamamoto Baiicu (1783–1856)
- Vatanabe Kazan (1793–1841)
- Utagava Hirošige (1797–1858)
- Šibata Zešin (1807–1891)
- Tomioka Tessi (1836–1924)
- Kumaširo Hi (Jūhi) (ok. 1712–1772)

### Predvojno obdobje (1868–1945)
Predvojno obdobje je zaznamovala delitev umetnosti na konkurenčne evropske sloge in tradicionalne avtohtone sloge.
Med obdobjem Meidži je Japonska doživela ogromno politično in družbeno spremembo med kampanjo evropeizacije in modernizacije, ki jo je organizirala vlada Meidži. Slikarstvo v zahodnem slogu (jogo) je uradno promovirala vlada, ki je poslala obetavne mlade umetnike v tujino na študij in najela tuje umetnike, da so prišli na Japonsko, da bi v japonskih šolah vzpostavili umetniški kurikulum.
Vendar pa je po začetnem izbruhu navdušenja nad umetnostjo zahodnega sloga nihalo zanihalo v nasprotno smer in pod vodstvom umetnostnega kritika Okakura Kakuzō in pedagoga Ernesta Fenollose je ponovno oživelo spoštovanje tradicionalnih japonskih slogov (Nihonga). V 1880-ih je bila umetnost zahodnega sloga prepovedana na uradnih razstavah, kritiki pa so jo ostro kritizirali. Slog Nihonga, ki sta ga podpirala Okakura in Fenollosa, se je razvil z vplivi evropskega prerafaelitskega gibanja in evropske romantike.
Slikarji v slogu Jōga so ustanovili Meidži Bidžucukai (Meidži Fine Arts Society), da bi organizirali lastne razstave in spodbujali ponovno zanimanje za zahodno umetnost.
Leta 1907, z ustanovitvijo Buntena pod okriljem Ministrstva za šolstvo, sta obe tekmovalni skupini našli medsebojno priznanje in sožitje ter celo začeli proces k medsebojni sintezi.
Obdobje Taišō je videlo prevlado Jōge nad Nihongo. Po dolgih bivanjih v Evropi so se številni umetniki (vključno z Arišimo Ikumo) vrnili na Japonsko pod vladavino Jošihita in s seboj prinesli tehnike impresionizma in zgodnjega postimpresionizma. Dela Camilla Pissarra, Paula Cézanna in Pierra-Augusta Renoirja so vplivala na slike zgodnjega obdobja Taišō. Vendar so se umetniki joge v obdobju Taišō nagibali tudi k eklekticizmu in obstajala je množica disidentskih umetniških gibanj. Med njimi je bila družba Fusain (Fjuzankai), ki je poudarjala sloge postimpresionizma, zlasti fauvizem. Leta 1914 se je pojavilo Nikakai (Društvo druge divizije), ki je nasprotovalo razstavi Bunten, ki jo je sponzorirala vlada.
Na japonsko slikarstvo v obdobju Taišō so le rahlo vplivala druga sodobna evropska gibanja, kot sta neoklasicizem in pozni postimpresionizem.
Proti sredini 1920-ih pa je ponovno oživela Nihonga, ki je sprejela nekatere trende iz postimpresionizma. Druga generacija umetnikov Nihonga je ustanovila Japonsko likovno akademijo (Nihon Bidžucuin), da bi tekmovala z Bunten, ki ga je sponzorirala vlada, in čeprav so tradicije jamato-e ostale močne, je vse večja uporaba zahodne perspektive ter zahodnih konceptov prostora in svetlobe začela brisati razliko med Nihongo in jogo.
V japonskem slikarstvu v predvojnem obdobju Šōva sta večinoma prevladovala Sōtarō Jasui in Rjūzaburō Umehara, ki sta v tradicijo Nihonga uvedla koncepte čiste umetnosti in abstraktnega slikarstva in tako ustvarila bolj interpretativno različico tega žanra. Ta trend sta nadalje razvila Leonard Foudžita in društvo Nika, da bi zajela nadrealizem. Za spodbujanje teh trendov je bilo leta 1931 ustanovljeno Neodvisno umetniško združenje (Dokuritsu Bidžucu Kjokai).
Med drugo svetovno vojno sta vladni nadzor in cenzura pomenila, da je bilo mogoče izražati samo domoljubne teme. Številni umetniki so bili rekrutirani v vladno propagando in kritična nečustvena ocena njihovih del se šele začenja.
Pomembni umetniki v predvojnem obdobju so:
- Harada Naodžirō (1863–1899)
- Jamamoto Hōsui (1850–1906)
- Asai Čū (1856–1907)
- Kanō Hōgai (1828–1888)
- Hašimoto Gahō (1835–1908)
- Kuroda Seiki (1866–1924)
- Vada Eisaku (1874–1959)
- Okada Saburōsuke (1869–1939)
- Sakamoto Handžirō (1882–1962)
- Aoki Šigeru (1882–1911)
- Fudžišima Takedži (1867–1943)
- Jokojama Taikan (1868–1958)
- Hišida Šunsō (1874–1911)
- Kavai Gjokudō (1873–1957)
- Uemura Šhōen (1875–1949)
- Maeda Seison (1885–1977)
- Takeuči Seihō (1864–1942)
- Tomioka Tessai (1837–1924)
- Šimomura Kanzan (1873–1930)
- Takeširo Kanokogi (1874–1941)
- Imamura Širo (1880–1916)
- Tomita Keisen (1879–1936)
- Koide Narašige (1887–1931)
- Kišida Rjūsei (1891–1929)
- Tecugorō Jorozu (1885–1927)
- Hajami Gjoshū (1894–1935)
- Kavabata Rjūši (1885–1966)
- Cučida Hakusen (1887–1936)
- Murakami Kagaku (1888–1939)
- Sōtarō Jasui (1881–1955)
- Sanzō Vada (1883–1967)
- Rjūzaburō Umehara (1888–1986)
- Jasuda Jukihiko (1884–1978)
- Kobajaši Kokei (1883–1957)
- Leonard Foudžita (1886–1968)
- Juzō Saeki (1898–1928)
- Itō Šinsui (1898–1972)
- Kaburaki Kijokata (1878–1972)
- Takehisa Jumedži (1884–1934)

### Povojno obdobje (1945–danes)
V povojnem obdobju je bila leta 1947 ustanovljena Japonska umetniška akademija (Nihon Geidžucuin), ki jo je sponzorirala vlada in je vključevala oddelka za nihongo in jogo. Vladno sponzorstvo umetniških razstav se je končalo, vendar so to nadomestile zasebne razstave, kot je Nitten, v še večjem obsegu. Čeprav je bil Nitten sprva razstava Japonske umetniške akademije, ga od leta 1958 vodi ločena zasebna korporacija. Sodelovanje v Nittenu je postalo skorajda predpogoj za nominacijo na Japonsko umetniško akademijo, kar je samo po sebi skorajda neuradni predpogoj za nominacijo v Red kulture.
Umetnost Edo in predvojnega obdobja (1603–1945) so podpirali trgovci in mestni ljudje. V nasprotju z obdobjem Edo in predvojnim obdobjem je umetnost povojnega obdobja postala popularna. Po drugi svetovni vojni so v velikih mestih, zlasti v Tokiu, cveteli slikarji, kaligrafi in grafiki, ki so se ukvarjali z mehanizmi mestnega življenja, ki se odražajo v utripajočih lučeh, neonskih barvah in frenetičnem tempu njihovih abstrakcij. Vsi »izmi« newyorško-pariškega sveta umetnosti so bili goreče sprejeti. Po abstrakcijah iz 1960-ih se je v 1970-ih vrnilo k realizmu, ki sta ga močno začinila gibanja »op« in »pop« umetnosti, ki sta bila v 1980-ih utelešena v eksplozivnih delih Ušia Šinohare. Številni tako izjemni avantgardni umetniki so delovali na Japonskem in v tujini ter prejeli mednarodne nagrade. Ti umetniki so menili, da v njihovih delih ni »nič japonskega« in so dejansko pripadali mednarodni šoli. Do poznih 1970-ih je iskanje japonskih lastnosti in nacionalnega sloga povzročilo, da so številni umetniki ponovno ovrednotili svojo umetniško ideologijo in se odvrnili od tega, za kar so nekateri menili, da so prazne formule Zahoda. Sodobne slike znotraj sodobnega idioma so začele zavestno uporabljati tradicionalne japonske umetniške oblike, naprave in ideologije. Številni umetniki mono-ha  (もの派) gibanja so se obrnili k slikarstvu, da bi ponovno ujeli tradicionalne nianse v prostorskih ureditvah, barvnih harmonijah in liričnosti.
Slikarstvo v japonskem slogu ali nihonga se nadaljuje na predvojni način in posodablja tradicionalne izraze, hkrati pa ohranja njihov notranji značaj. Nekateri umetniki v tem slogu še vedno slikajo na svilo ali papir s tradicionalnimi barvami in črnilom, drugi pa uporabljajo nove materiale, kot je akril.
Številne starejše umetniške šole, predvsem tiste iz obdobja Edo in predvojnega obdobja, so se še vedno izvajale. Na primer, dekorativni naturalizem šole rimpa, za katerega so značilne briljantne, čiste barve in krvavo oprane, se je odražal v delu mnogih umetnikov povojnega obdobja v umetnosti Hikosake Naojošija iz 1980-ih. Realizem šole Marujama Ōkjo ter kaligrafski in spontani japonski slog gospodov učenjakov sta bila v 1980-ih široko razširjena. Včasih so vse te šole, pa tudi starejše, kot je tradicija črnila v šoli Kanō, črpali iz sodobnih umetnikov v japonskem slogu in sodobnem idiomu. Številni slikarji v japonskem slogu so bili počaščeni z nagradami in priznanji zaradi ponovnega ljudskega povpraševanja po umetnosti v japonskem slogu, ki se je začelo v 1970-ih. Mednarodni moderni slikarji so se čedalje bolj opirali na japonske šole, ko so se v 1980-ih odvrnili od zahodnih slogov. Težnja je bila sintetizirati vzhod in zahod. Nekateri umetniki so že preskočili vrzel med obema, tako kot izjemna slikarka Šinoda Toko. Njene drzne abstrakcije sumi črnila je navdihnila tradicionalna kaligrafija, vendar so bile realizirane kot lirični izrazi sodobne abstrakcije.
Na Japonskem je tudi nekaj sodobnih slikarjev, katerih delo se v veliki meri zgleduje po anime subkulturah in drugih vidikih popularne in mladinske kulture. Takaši Murakami je morda med najbolj znanimi in priljubljenimi od teh, skupaj z drugimi umetniki v njegovem studijskem kolektivu Kaikai Kiki. Njegovo delo se osredotoča na izražanje vprašanj in skrbi povojne japonske družbe skozi običajno na videz neškodljive oblike. Veliko črpa iz animejev in sorodnih slogov, vendar ustvarja slike in kipe v medijih, ki so bolj tradicionalno povezani z likovno umetnostjo, pri čemer namerno briše meje med komercialno in popularno umetnostjo ter likovno umetnostjo.
Pomembni umetniki v povojnem obdobju so:
- Ogura Juki (1895–2000)
- Uemura Šōko (1902–2001)
- Koiso Rjōhei (1903–1988)
- Kaii Higašijama (1908–1999)